# Olcan Adın
Olcan Adin (Armutalan, 30 settembre 1985) è un allenatore di calcio ed ex calciatore turco, di ruolo centrocampista, vice allenatore del Gaziantep.

## Caratteristiche tecniche
Ala sinistra, può giocare anche come ala destra o all'occorrenza essere schierato nel ruolo di terzino sinistro.

## Carriera

### Club
Ha giocato nella prima divisione turca, che ha anche vinto in tre diverse occasioni.

### Nazionale
Ha partecipato ai Mondiali Under-20 del 2005. Tra il 2012 ed il 2014 ha invece totalizzato complessivamente 11 presenze ed una rete nella nazionale maggiore turca.

## Palmarès

### Club

#### Competizioni nazionali
- Campionato turco: 3

Fenerbahçe: 2003-2004, 2006-2007
Galatasaray: 2014-2015
- Coppa di Turchia: 3

Galatasaray: 2014-2015, 2015-2016
Akhisar Belediyespor: 2017-2018
- Supercoppa di Turchia: 1

Galatasaray: 2015